# Daimler Truck
Daimler Truck AG, är en tysk fordonstillverkare av tunga fordon som är helägt av tyska Mercedes-Benz Group. Det är den största tillverkaren av kommersiella fordon. Högkvarteret ligger i Stuttgart, Tyskland.
Dotterbolaget Daimler Buses (EvoBus 1995-2023) är världens största tillverkare av bussar.

## Varumärken
- Mercedes-Benz
- Kässbohrer Setra
- Freightliner
- Thomas Built Buses
- FUSO Truck & Bus
- BharatBenz
- Western Star
- RIZON